# Periodisme integrat

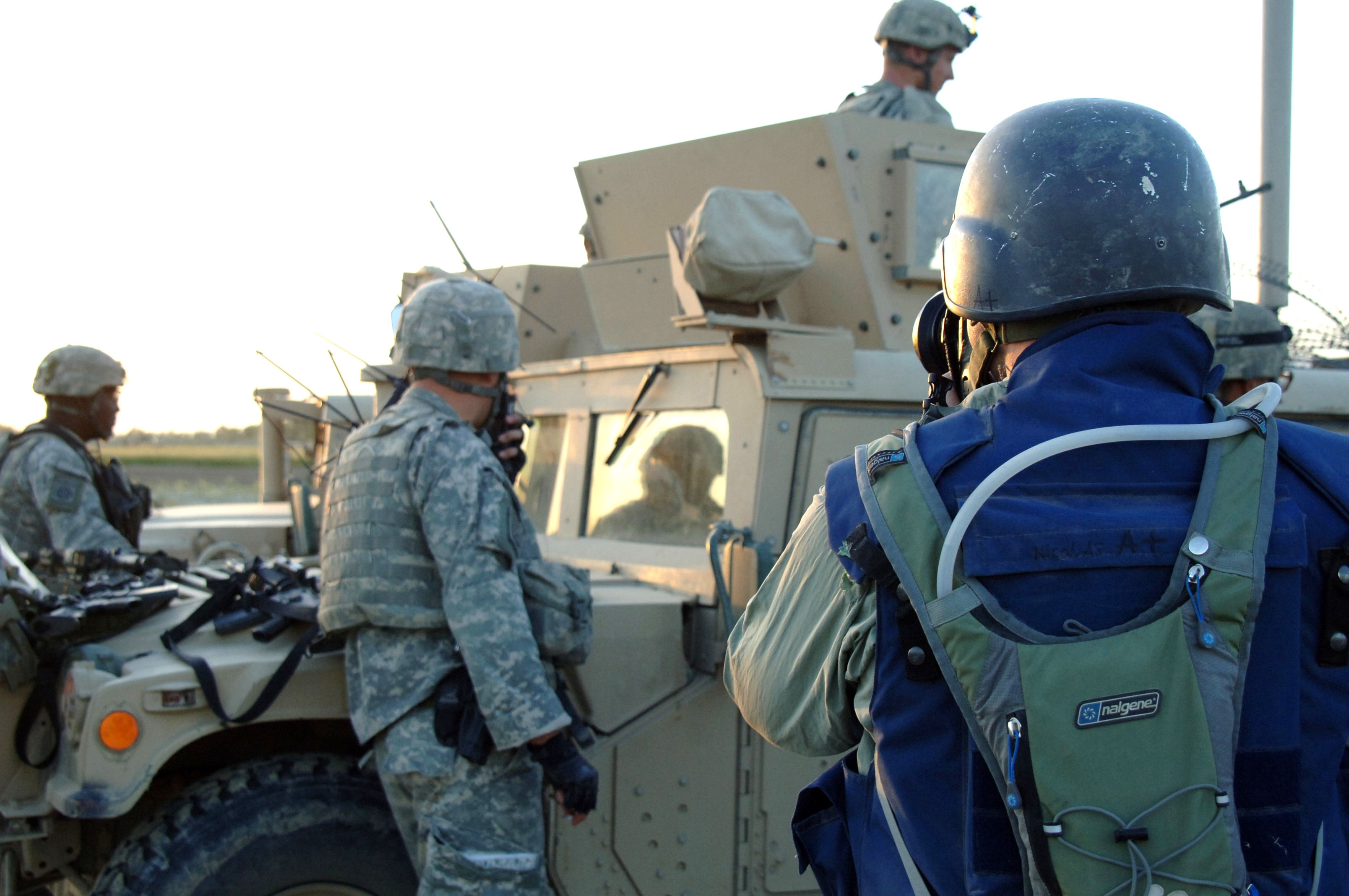
Un periodista incrustat fent fotografies de soldats estatunidencs a Pana.

El periodisme integrat es refereix als periodistes que s'adjunten a les unitats militars implicades en conflictes armats. Encara que el terme es va aplicar per definir interaccions històriques entre periodistes i militars, va començar a utilitzar-se en la cobertura mediàtica de la invasió de l'Iraq de 2003. L'exèrcit estatunidenc va respondre a les pressions dels mitjans de comunicació que estaven decebuts pel nivell d'accés concedit durant la guerra del Golf de 1991 i la invasió dels Estats Units a l'Afganistan de 2001.
La pràctica ha estat criticada com a part d'una campanya de propaganda per la qual els periodistes integrats acompanyaven les forces invasores.